# (34200) Emmasun
2000 QW54 (asteroide 34200) é um asteroide da cintura principal. Possui uma excentricidade de 0.15752320 e uma inclinação de 2.92847º.
Este asteroide foi descoberto no dia 25 de agosto de 2000 por LINEAR em Socorro.